# Humbo
« Abala Abaya » et « Hobicha (woreda) » redirigent ici. Pour les autres significations, voir Abala, Abaya (homonymie) et Hobicha.
Humbo (en wolaitta : Humbbo) est un woreda du sud de l’Éthiopie situé dans la zone Wolayita. Peuplé de 125 441 habitants en 2007, ce district fait partie de la région des nations, nationalités et peuples du Sud jusqu'au transfert de la zone dans la région Éthiopie du Sud en août 2023. Abala Abaya, Hobicha et le chef-lieu Tebela se détachent du district à la fin des années 2010.
Situé dans le sud de la zone Wolayita, à une quinzaine de kilomètres de Sodo, le district est limitrophe de la zone Gamo. Il s'étend initialement vers le sud-est jusqu'au lac Abaya qui le sépare de la région Oromia, et vers l'est jusqu'à la zone Sidama devenue depuis la région Sidama.
|        | Sodo Zuria  | Damot Weyde |
| Ofa    | Humbo       | Loko Abaya  |
| Boreda | Merab Abaya | (lac Abaya) |

Le recensement national de 2007 fait état de 125 441 habitants dans le district dont 5 % de citadins qui sont les 6 247 habitants de Tebela, le district recensé comprenant encore à l’époque les futurs woredas Tebela, Abala Abaya et Hobicha.
Environ 87 % des habitants sont protestants, 8 % sont orthodoxes et 4 % sont catholiques.
En 2022, la population est estimée sur le même périmètre à 171 818 personnes avec une densité de population de 200 personnes par km2 et 859 km2 de superficie.
Depuis 2019[réf. souhaitée], Humbo se réduit cependant à 323 km2 du fait du détachement du centre et de la partie orientale du district qui forment les nouveaux woredas Tebela, Abala Abaya et Hobicha,.